# Ethan (Dakota del Sur)
Ethan es un pueblo ubicado en el condado de Davison en el estado estadounidense de Dakota del Sur. En el Censo de 2010 tenía una población de 331 habitantes y una densidad poblacional de 517,41 personas por km².

## Geografía
Ethan se encuentra ubicado en las coordenadas 43°32′47″N 97°58′59″O / 43.54639, -97.98306. Según la Oficina del Censo de los Estados Unidos, Ethan tiene una superficie total de 0.64 km², de la cual 0.64 km² corresponden a tierra firme y (0%) 0 km² es agua.

## Demografía
Según el censo de 2010, había 331 personas residiendo en Ethan. La densidad de población era de 517,41 hab./km². De los 331 habitantes, Ethan estaba compuesto por el 97.89% blancos, el 0% eran afroamericanos, el 1.21% eran amerindios, el 0% eran asiáticos, el 0% eran isleños del Pacífico, el 0% eran de otras razas y el 0.91% pertenecían a dos o más razas. Del total de la población el 0.3% eran hispanos o latinos de cualquier raza.